# Andrzej Wojtczak (lekarz)
Andrzej Maciej Wojtczak (ur. 11 grudnia 1933 w Bielsku lub Białej, zm. 20 maja 2020 w Warszawie) – polski lekarz internista, specjalista zdrowia publicznego, nauczyciel akademicki, profesor nauk medycznych.

## Życiorys
Syn Józefa i Marii. W 1955 ukończył z wyróżnieniem studia w Wydziale Lekarskim Akademii Medycznej w Poznaniu. Specjalista w zakresie chorób wewnętrznych (I stopień 1957 i II stopień 1961) i zdrowia publicznego.
Stopień doktora nauk medycznych uzyskał w 1962 w Akademii Medycznej w Poznaniu na podstawie rozprawy pt. Znaczenie kliniczne oceny zaburzeń równowagi kwasowo–zasadowej. W 1966 w tej samej uczelni uzyskał stopień doktora habilitowanego na podstawie pracy pt. Zapalenie odmiedniczkowe nerek w świetle badań czynnościowych. W 1972 otrzymał tytuł naukowy profesora nadzwyczajnego. 
W latach 1978–1986 pracował w Światowej Organizacji Zdrowia w Biurze Regionalnym na Europę w Kopenhadze. Do 1982 był dyrektorem  ds. nauki i kształcenia kadr medycznych, a w 1984 został mianowany na stanowisko dyrektora  ds. polityki i systemów zdrowia, nauki i kształcenia medycznego.
Pod koniec 1986 decyzją Ministra Zdrowia i Opieki Społecznej został wezwany do kraju gdzie został kierownikiem Zakładu Międzynarodowych Problemów Zdrowia w Centrum Medycznym Kształcenia Podyplomowego w Warszawie. W styczniu 1989 został powołany na stanowisko podsekretarza stanu w Ministerstwie Zdrowia i Opieki Społecznej oraz na współprzewodniczącego podzespołu ds. Zdrowia w obradach Okrągłego Stołu. W latach 1989–1991 w rządzie Tadeusza Mazowieckiego pełnił funkcję podsekretarza stanu w Ministerstwie Zdrowia i Opieki Społecznej.
W 1991 został Dziekanem Studium Medycyny Społecznej w Centrum Medycznym Kształcenia Podyplomowego, a następnie dyrektorem Szkole Zdrowia Publicznego CMKP. W 1995 przyjął od Światowej Organizacji Zdrowia propozycję utworzenia i zarządzania Centrum Badań nad Zdrowiem w Kobe w Japonii. Jako dyrektor Centrum uczestniczył w posiedzeniach Komitetu Wykonawczego, Zgromadzeniach Ogólnych Organizacji i Komitetach Doradczych Światowej Organizacji Zdrowia. Funkcję dyrektora Centrum pełnił do przejścia na emeryturę w 1999. W latach 1999–2005 pełnił funkcję dyrektora Instytutu Międzynarodowych Problemów Kształcenia Medycznego w Nowym Jorku. Od 2006 pracował w Collegium Mazovia Innowacyjna Szkoła Wyższa w Siedlcach na stanowisku profesora w Katedrze Zdrowia Publicznego.
Członek wielu organizacji i towarzystw naukowych, w tym m.in.: Europejskiego Towarzystwa Zarządzania Opieką Zdrowotną (członek honorowy), Europejskiego Towarzystwa Szkół Medycznych (członek honorowy), Królewskiej Akademii Medycyny Katalonii (członek korespondent), Europejskiego Towarzystwa Edukacji Medycznej (członek dożywotni).
Autor lub współautor ponad 500 publikacji z zakresu medycyny, kształcenia medycznego i zdrowia publicznego. Redaktor podręcznika Choroby wewnętrzne oraz autor Zdrowie publiczne wyzwaniem dla systemów zdrowia XXI wieku. Promotor wielu prac doktorskich. Członek Towarzystwa Naukowego Warszawskiego.
Zmarł 20 maja 2020. Został pochowany na Cmentarzu ewangelicko-reformowanym w Warszawie (kwatera 15-7-2).

## Odznaczenia
- Krzyż Komandorski Orderu Odrodzenia Polski (2010)[10]
- Krzyż Oficerski Orderu Odrodzenia Polski
- Krzyż Kawalerski Orderu Odrodzenia Polski
- Złoty Krzyż Zasługi
- Odznaka honorowa „Za zasługi dla ochrony zdrowia”
- Złoty Medal „Za zasługi dla obronności kraju”
- Srebrny Medal „Za zasługi dla obronności kraju”
- Brązowy Medal „Za zasługi dla obronności kraju”